# Türkiye Badminton Federasyonu
Der Türkiye Badminton Federasyonu (TBF) ist die oberste nationale administrative Organisation der Sportart Badminton in der Türkei. Der Verband wurde am 31. Mai 1991 gegründet.

## Geschichte
Mit der Gründung 1991 gehört der Verband zu den jüngeren nationalen Organisationen im Badminton. Zum ersten Präsidenten der TBF wurde İrfan Yıldırım ernannt. Am 3. November 1991 wurde die TBF 104. Mitglied der International Badminton Federation. Am 5. Dezember 1993 wurde Akın Taşkent erster gewählter Präsident. Von 1997 bis 2004 leitete A. Faik İmamoğlu die Geschicke der Föderation. Seit 2004 steht Murat Özmekik dem Verband vor. 1993 wurden die ersten türkischen Meisterschaften ausgetragen, 1997 startete der Mannschaftswettbewerb und 2007 fanden erstmals die Turkey International statt.

## Bedeutende Veranstaltungen, Turniere und Ligen
- Turkey International
- Türkische Meisterschaft
- Mannschaftsmeisterschaft
- Juniorenmeisterschaft

### Ligen
Nach der ersten Saison mit 24 Teams aus 11 Regionen qualifizierten sich acht Teams für die türkische Badmintonliga.
Mittlerweile sind die Ligen wie folgt gegliedert:
- 1. Liga: 12 Teams
- 2. Liga: 20 Teams
- Junioren – 1. Liga: 12 Teams
- Junioren – 2. Liga: 20 Teams
- Hochschulen –  1. und 2. Liga: Teams von 38 Universitäten.

## Bedeutende Persönlichkeiten
- İrfan Yıldırım, Präsident 1991–1993
- Akın Taşkent, Präsident 1993–1997
- A. Faik İmamoğlu, Präsident 1997–2004
- Murat Özmekik, Präsident seit 2004